# Маяковская (станция метро, Санкт-Петербург)
«Маяко́вская» — станция Петербургского метрополитена. Расположена на Невско-Василеостровской линии, между станциями «Гостиный двор» и «Площадь Александра Невского».
Станция открыта 3 ноября 1967 года в составе участка «Василеостровская» — «Площадь Александра Невского». Название получила по улице Маяковского.

## Вестибюль

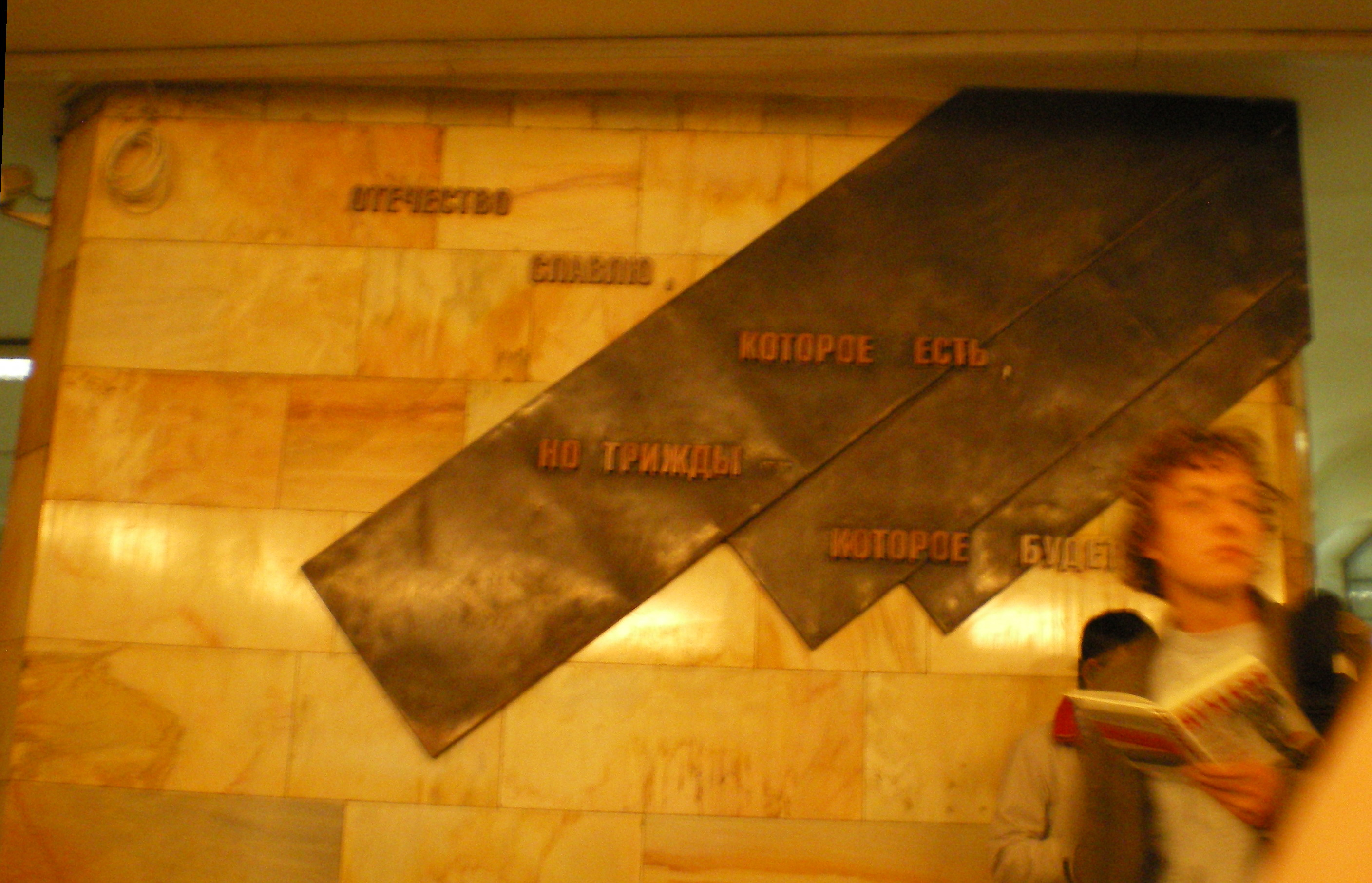
Слова В. В. Маяковского на пилоне вестибюля

Вестибюль станции выполнен по проекту архитекторов А. С. Гецкина, В. П. Шуваловой и инженера С. П. Щукина и встроен в дом № 71 по Невскому проспекту, напротив улицы Маяковского. Вход на станцию организован с двух фасадов здания: с Невского проспекта и с улицы Марата, на углу которой дом расположен.
На обеих сторонах пилона вестибюля, перед входом в эскалаторный зал, находится художественная композиция, посвящённая В. В. Маяковскому (выколотка из меди, скульптор М. Т. Литовченко). Со стороны Невского проспекта на колонне помещено и его изображение поэта и стихи:
СЛАВЬТЕ,
МОЛОТ И СТИХ,
ЗЕМЛЮ МОЛОДОСТИ!В. В. Маяковский
Со стороны эскалатора набраны известные строки:
ОТЕЧЕСТВО
СЛАВЛЮ,
КОТОРОЕ ЕСТЬ,
НО ТРИЖДЫ
КОТОРОЕ БУДЕТ!В. В. Маяковский
Высота букв составляет 80 мм, ширина 20 мм; со временем надпись существенно пострадала от вандализма, часть букв пришла в негодность. Метрополитен в 2012 году проводил работы по их замене, кроме «Маяковской», были отреставрированы надписи на 12 станциях, общая стоимость работ составила около 300 тысяч рублей.

## Архитектура и оформление
«Маяковская» — станция закрытого типа («горизонтальный лифт») глубокого заложения (глубина ≈ 51 м). По краям платформ установлены платформенные раздвижные двери. Подземный зал сооружён по проекту архитекторов Ю. В. Билинского, А. Д. Бочарова, Г. Ф. Михайлова, инженеров Е. А. Эрганова, Л. В. Фролова, Г. П. Конончук. Стены станции, представляющие собой красные стяги, имеют скошенные выступы возле дверей и облицованы смальтой интенсивного красного тона. В концах зала стены украшены портретами поэта, исполненными в мозаике в острой графической манере (художник Ю. Б. Могилёвский), рядом с которыми нанесено название станции. На станции отсутствует зелёная полоса с её названием.
Наклонный ход (выход со станции), содержащий три эскалатора, расположен в северном торце станции. В нижнем эскалаторном зале применено освещение в виде светящейся стены из молочного стекла. В коридоре к эскалаторам переход на меньший диаметр станционного тоннеля выполнен в виде ступенек.
Во время капитального ремонта в 2021 году освещение наклонного хода было перенесено с балюстрады на свод.

## Модернизация
Вестибюль станции закрывался с 9 января по 10 декабря 2021 года для проведения капитального ремонта вестибюля и наклонного хода без замены эскалаторов. Вход и выход на станцию осуществлялся через вестибюли станции «Площадь Восстания». После открытия вестибюля вход на станцию осуществляется только со стороны Невского проспекта, а выход — только на улицу Марата. Были проведены работы по ремонту известняковых плит на стенах в торцах платформы.

## Пересадки
Станция является пересадочным узлом к поездам Кировско-Выборгской линии. Соединена со станцией «Площадь Восстания» тоннельным переходом (переход на «Площадь Восстания» и выход к Московскому вокзалу) и малыми эскалаторами (подъём из центра зала «Площади Восстания»).

## Галерея

Название станции
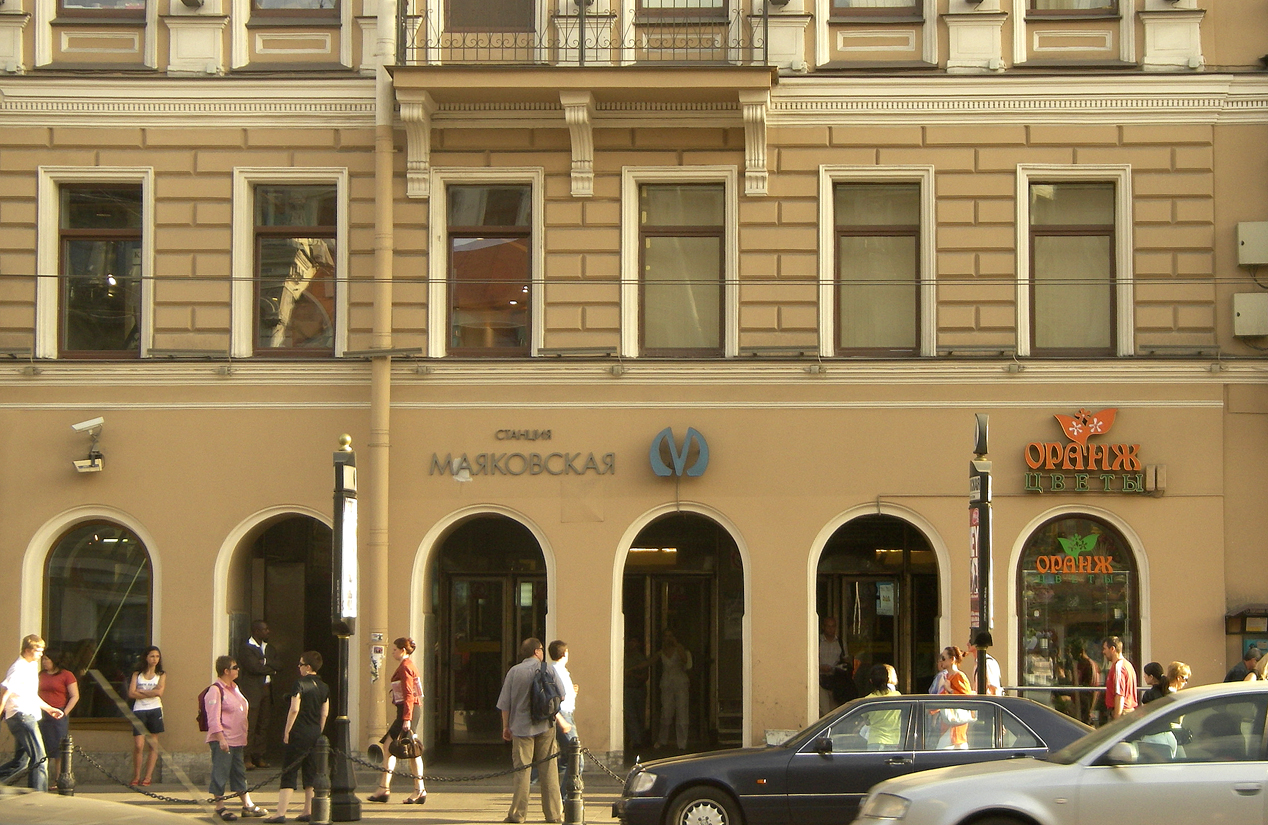
Вход в станцию с Невского проспекта
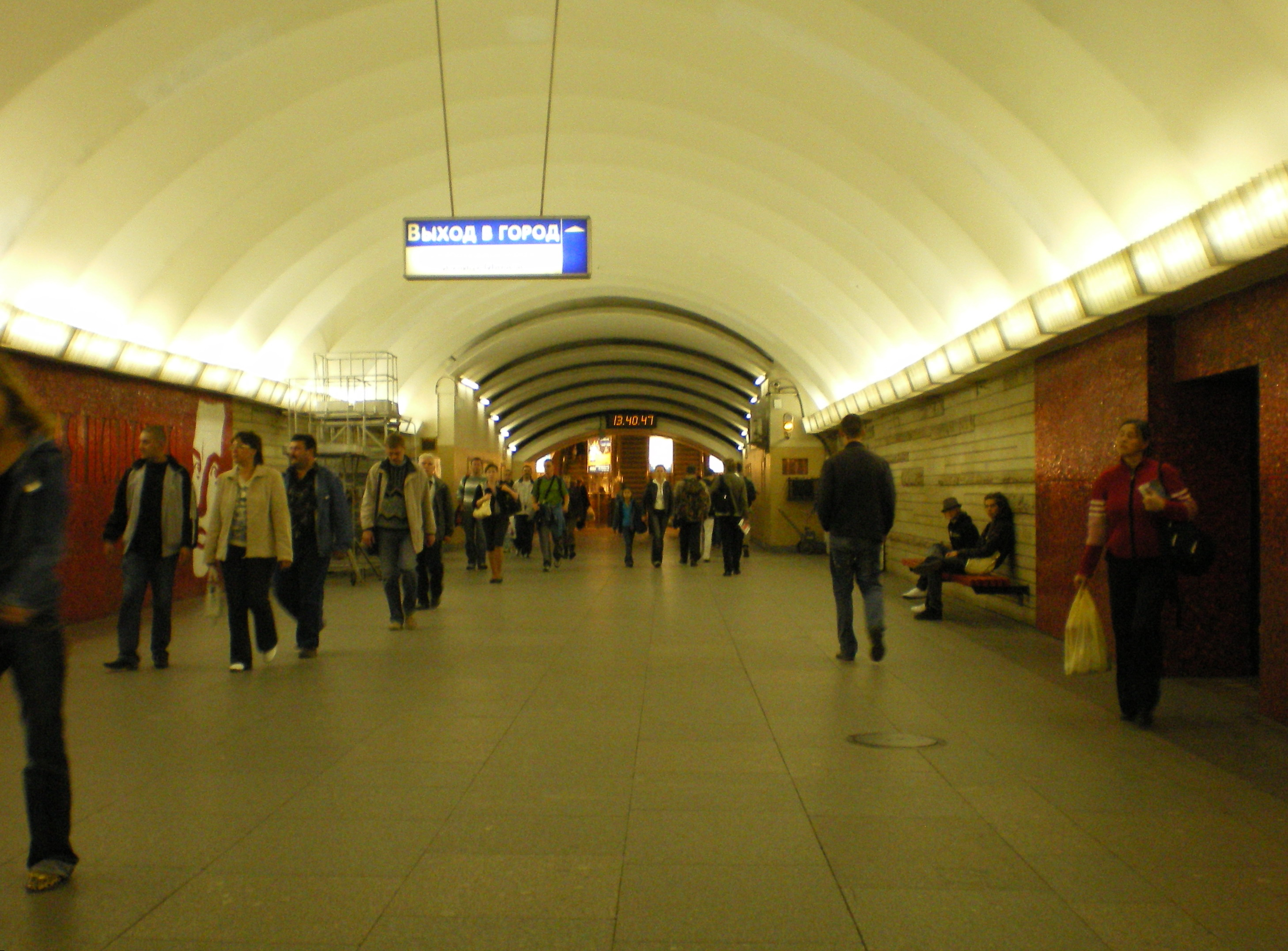
Ступенчатый потолок центрального зала, название станции, мозаичный портрет поэта
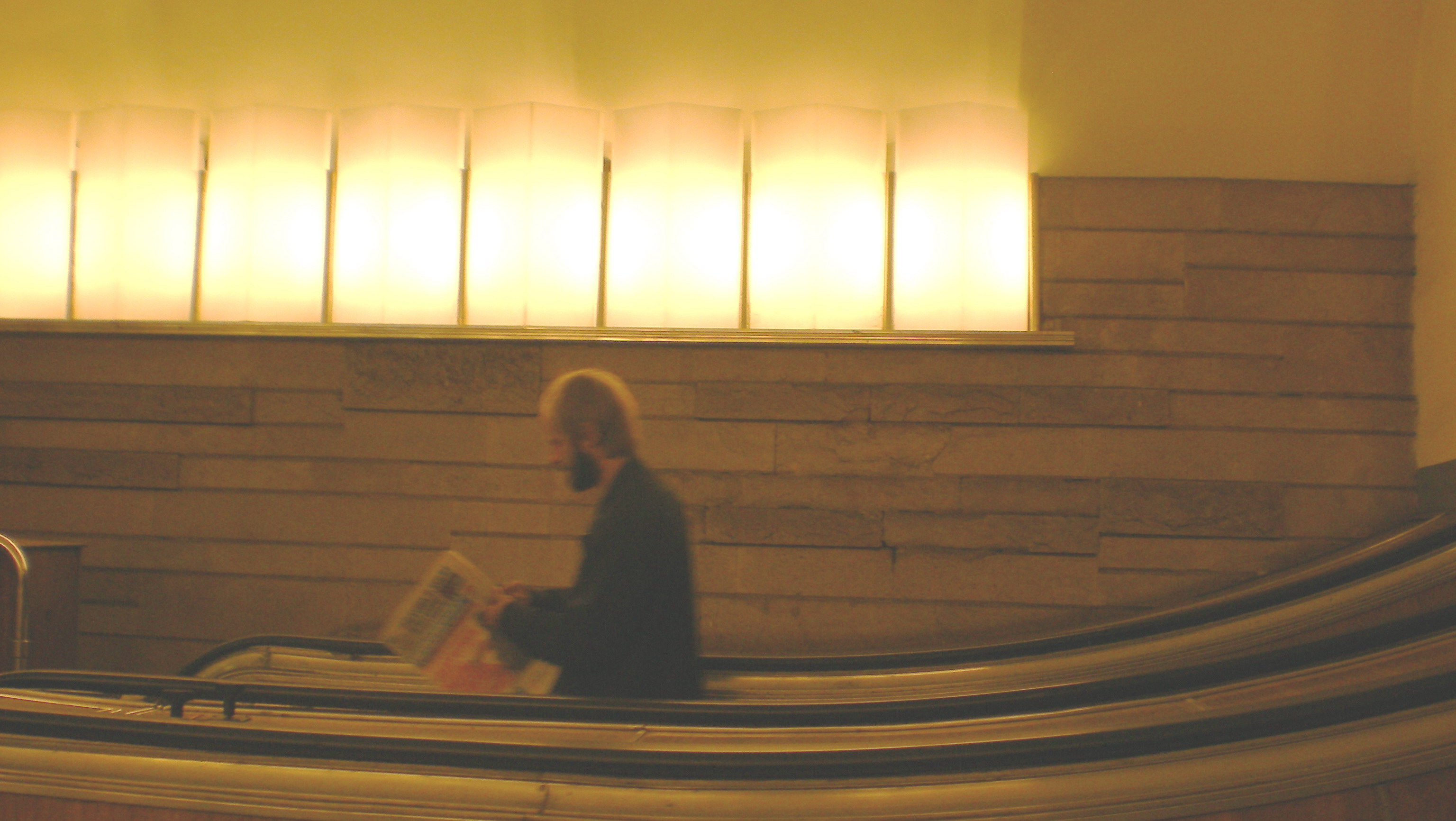
Освещение нижнего эскалаторного зала

## Путевое развитие
Восточнее станции расположена служебная соединительная ветвь к станции «Площадь Восстания», выполненная в виде трёхстрелочного оборотного тупика со смещением к первому главному пути.

## Перспективы
Планируется строительство перехода на проектируемую станцию «Знаменская» Красносельско-Калининской линии.

## Наземный городской транспорт

### Автобусы
| №   | Пересадки | Конечный пункт 1                               | Конечный пункт 2                               |
| --- | --- | ---------------------------------------------- | ---------------------------------------------- |
| 3   | Адмиралтейская Невский проспект Гостиный двор Площадь Восстания Московский вокзал Лиговский проспект Обводный канал Московские ворота Электросила Парк Победы Московская Предпортовая | Театральная площадь                            | улица Костюшко                                 |
| 7   | Приморская Горный институт Адмиралтейская Невский проспект Гостиный двор | Наличная улица                                 | Площадь Восстания Маяковская Московский вокзал |
| 15  | — | Белорусская улица                              | Площадь Восстания Маяковская Московский вокзал |
| 22  | Адмиралтейская Невский проспект Гостиный Двор Площадь Восстания Московский вокзал Чернышевская                                                                                        | Двинская улица                                 | Автобусный парк № 6                            |
| 24  | Адмиралтейская Невский проспект Гостиный Двор Площадь Восстания Московский вокзал Площадь Александра Невского Новочеркасская Ладожская Ладожский вокзал                               | Василеостровская                               | Хасанская улица                                |
| 26  | Лиговский проспект Обводный канал Московские ворота Электросила Парк Победы Московская Ленинский проспект Автово                                                                      | Площадь Восстания Маяковская Московский вокзал | АС «Кировский завод»                           |
| 27  | Адмиралтейская Невский проспект Гостиный двор Площадь Восстания Московский вокзал Площадь Александра Невского Новочеркасская Ладожская Ладожский вокзал                               | Театральная площадь                            | Белорусская улица                              |
| 54  | Площадь Восстания Московский вокзал Лиговский проспект Обводный канал Волковская Бухарестская Международная Проспект Славы Купчино                                                    | Кирочная улица                                 | Малая Балканская улица                         |
| 65  | Площадь Восстания Московский вокзал Лиговский проспект Обводный канал Фрунзенская Балтийская Балтийский вокзал                                                                        | Площадь Александра Невского                    | Двинская улица                                 |
| 74  | Площадь Восстания Московский вокзал Лиговский проспект Обводный канал Волковская Бухарестская Купчино                                                                                 | Смольный                                       | Малая Балканская улица                         |
| 76  | Комендантский проспект Пионерская Новая деревня Чёрная речка Петроградская Чернышевская                                                                                               | Улица Шаврова                                  | Площадь Восстания Маяковская Московский вокзал |
| 91  | Лиговский проспект Обводный канал Волковская Бухарестская Международная | Площадь Восстания Маяковская Московский вокзал | Сортировочная                                  |
| 105 | Чернышевская | Площадь Восстания Маяковская Московский вокзал | Пискарёвка                                     |
| 141 | Лиговский проспект Обводный канал Проспект Славы Московская Звездная | Площадь Восстания Маяковская Московский вокзал | Звездная улица                                 |
| 181 | Сенная площадь Садовая Спасская Невский проспект Гостиный двор Площадь Восстания Московский вокзал                                                                                    | Площадь Репина                                 | улица Маршала Тухачевского                     |
| 191 | Чкаловская Спортивная Адмиралтейская Невский проспект Гостиный двор Площадь Восстания Московский вокзал Площадь Александра Невского Новочеркасская Проспект Большевиков Улица Дыбенко | Петроградская                                  | АС «Река Оккервиль»                            |

### Троллейбусы
| №  | Пересадки | Конечный пункт 1               | Конечный пункт 2                               |
| -- | --- | ------------------------------ | ---------------------------------------------- |
| 1  | Спортивная Адмиралтейская Невский проспект Гостиный двор Площадь Восстания Московский вокзал Площадь Александра Невского Новочеркасская                 | Петроградская Ординарная улица | Улица Маршала Тухачевского                     |
| 5  | Адмиралтейская Невский проспект Гостиный двор Площадь Восстания Московский вокзал                                                                       | Конногвардейский бульвар       | Тульская улица                                 |
| 7  | Спортивная Адмиралтейская Невский проспект Гостиный двор Площадь Восстания Московский вокзал Новочеркасская                                             | Петровская площадь             | Таллинская улица                               |
| 10 | Приморская Горный институт Адмиралтейская Невский проспект Гостиный двор Площадь Восстания Московский вокзал                                            | улица Кораблестроителей        | Новгородская улица                             |
| 11 | Горный институт Адмиралтейская Невский проспект Гостиный двор Площадь Восстания Московский вокзал                                                       | улица Кораблестроителей        | Тульская улица                                 |
| 22 | Адмиралтейская Невский проспект Гостиный двор Площадь Восстания Московский вокзал Площадь Александра Невского Новочеркасская Ладожская Ладожский вокзал | площадь Труда                  | Хасанская улица                                |
| 42 | Лиговский проспект Волковская Обводный канал Бухарестская                                                                                               | Сортировочная                  | Площадь Восстания Маяковская Московский вокзал |